# Árpád (település)
Árpád (románul: Arpășel) falu Romániában, Bihar megyében.

## Fekvése
Bihar megyében, Nagyszalontától délkeletre, a Kötegyán-Illye vasútvonal mentén, Erdőgyarak keleti szomszédjában fekvő település.

## Története
A település határához tartozó erdőben lévő dombot a néphagyomány Árpád sírjának tartja.
A korabeli oklevelek Árpád első ismert birtokosaként Rajnaldot és fiait, Jánost és Lászlót említik, kiktől Károly Róbert király a birtokot hűtlenség miatt elkobozta.
Árpád települést az 1390-es évek végén  Zsigmond király adományozta a Csáky családnak, akik azt az 1800-as évek közepéig birtokosai is maradtak. A település nevét 1397-ben már a mai formájában írták.
A régi község a Telek nevű dűlő helyén állt, temploma pedig a temetőben, a templom maradványai még az 1900-as évek elején is láthatóak voltak.
Az 1800-as évek közepétől Markovits Emánuel birtoka lett, s az övé volt még az 1900-as évek elején is.
A falu lakosságának nagy része még az 1800-as években is favilla és szekéroldal-készítéssel foglalkozott.
Az 1848–49-es forradalom és szabadságharccal kapcsolatos szomorú emlék is kötődik Árpád településhez:  A község határában, a Gyepes melletti tanyán fogták el 1849-ben a vértanúhalált szenvedett Szacsvay Imrét. Ugyancsak itt húzódott meg akkor Táncsics Mihály nejével, továbbá Arany János és Kuthy István is.
A falu nagybirtokosa a Böthy család volt. A család kastélyát a kommunista rendszer faluháznak használta.

## Nevezetességek
- Evangélikus-református temploma 1798-ban épült. A templom torony része 1942-43-ban lett felújítva, a torony burkolatot cserélt. A templomtorony dísze, a forgó kakas alatti gömb megalakulási iratokat és érméket tartalmaz. (A felújítás alkalmából iratokat és az akkor forgalomban lévő érméket helyeztek el benne.)
- Az 1850-ben épült Markovits-kúria a romániai műemlékek jegyzékén a BH-II-m-B-01098 sorszámon szerepel.[2]

## Híres emberek
- Itt született 1895. december 15-én Völcsey Rózsi színésznő
- Itt született 1908. január 3-án Sárközi Gerő költő.
- Itt született 1923. augusztus 31-én Sebesi R. Teréz ifjúsági író, költő.